# Шафа (футбольний клуб)
Футбольний клуб «Шафа» Баку (азерб. Şəfa Bakı Futbol Klubu) — колишній азербайджанський футбольний клуб з Баку, що існував у 1997—2005 роках.

## Досягнення
- Кубок Азербайджану
  - Володар (1): 2000–2001.